# El incendio
El incendio è un film del 2015 diretto da Juan Schnitman.